# Янг, Тата
Тата Янг (англ. Tata Young; род. 14 декабря 1980 года, Бангкок) — таиландская певица, актриса
 и модель. Первоначально получила известность в Таиланде, заняв первое место на национальном вокальном конкурсе.

## Биография
Тата Янг родилась в Бангкоке. Её отец был американцем, а мать — таиландкой. В 1993 году, в возрасте 11 лет, одержала победу в национальном конкурсе молодых талантов «Thailand Junior Singing Contest».
В 1995 году Тата подписала контракт с компанией Grammy Entertainment и в 1996 году выпустила свой первый альбом: Amita Tata Young. Продажи альбома составили более миллиона копий за первые 5 месяцев после релиза.
В начале 2000-х Тата стала стремиться к признанию на мировой арене и начала сотрудничать с западными продюсерами и композиторами. В 2004 году она выпустила свой первый англоязычный альбом I Believe, который стал успешным в Азии и привлёк внимание международного музыкального сообщества.
Сингл «Sexy, Naughty, Bitchy» стал одним из самых известных хитов Таты. Она активно гастролировала по Азии, выступала на крупных музыкальных фестивалях и участвовала в различных международных проектах.
Тата Янг также активно работает в кино и на телевидении. Дебют в кино состоялся в 1997 году в молодежной драме «История красного велосипеда». В её активе несколько ролей в таиландских фильмах и сериалах.
Кроме того, Тата работает в модельном бизнесе и участвовала в рекламных кампаниях для различных брендов.

## Личная жизнь
В 2014 году вышла замуж за Чатадула Синапонгпипита, после четырехлетнего разрыва отношений. У них есть один общий ребенок, Рэй Синапонгпипит (род. 12 января 2016). В 2020 году Тата сообщила, что рассталась со своим мужем.

## Фильмография
- 1997 — История с красным велосипедом / The Red Bike Story  (1997)
- 1998 — O-Negative (1998)
- 2004 — Байкеры / Dhoom (Индия) — камео в песне «Dhoom Dhoom»
- 2009 — Bitter/Sweet

## Дискография
- Amita Tata Young (1996)
- Amazing TATA (1997)
- Tata Young (2001)
- Real TT (2003)
- I Believe (2004)
- Temperature Rising (2006)
- One Love (2008)
- Ready for Love (2009)

## Награды
- 1992 — Nissan Award: победительница в категории "Лучшая зарубежная песня" среди подростков.
- 1995 — Vote Award: Любимый исполнитель, Лучший альбом, Лучшее музыкальное видео
- 1997 — «Один из 10 самых влиятельных людей Таиланда» от журнала ELLE
- 1998 — Suphannahong National Film Awards[англ.]: Лучшая актриса
- 1999 — Thai Music Organization: Любимый Певец
- 2004 — 95.5 Virgin Hitz Awards: Любимый артист года Альбом года — I Believe
- 2005 — Japan Golden Disc Award: «Новый артист года»
- 2005 — Channel [V] Thailand Music Awards: Самая популярная международная исполнительница года, Самая популярная музыка года
- 2006 — MTV Asia Awards: Любимый исполнитель Таиланда
- 2006 — 95.5 Virgin Hitz Awards: Самый быстрый подъём в чартах
- 2009 — The Hot Awards 2009: Queen of Hot 2009